# Borovîțea, Korosten
Borovîțea (în ucraineană Боровиця) este un sat în comuna Vîhiv din raionul Korosten, regiunea Jîtomîr, Ucraina.

## Demografie
Componența lingvistică a localității Borovîțea
     Ucraineană (100%)
Conform recensământului din 2001, toată populația localității Borovîțea era vorbitoare de ucraineană (100%).